# Волча
Волча (словен. Volča) — поселення в общині Гореня вас-Поляне, Горенський регіон, Словенія. Висота над рівнем моря: 405,7 м.